# Râul Valea Albă, Barcău
Râul Valea Albă este un curs de apă, afluent al râului Barcău. 